# Lévi
Pour les articles ayant des titres homophones, voir Levi, Lévis et Lévy.
Lévi (en hébreu: לוי, Lewi ) est un personnage de la Genèse. Il est le troisième des douze fils de Jacob, qui est lui-même fils d'Isaac et petit-fils d'Abraham, et connu également sous le nom d'Israël. Sa mère est Léa. Lévi meurt âgé de 137 ans .

## Récit biblique

### Lévi et ses enfants
Lévi âgé de 28 ans se marie avec Melcha. 
Lévi a trois fils : Guershôn, Qehath et Merari,,,,,.
Qehath naît dans la 35e année de Lévi, Merari naît dans la 40e année de Lévi.
Yokébed et Amram, les parents de Myriam, Aaron et Moïse sont des descendants de Lévi.

### Lévi et sa sœur Dinah
Lévi âgé de 18 ans entre en terre de Canaan. Dinah est violée par Shechem fils de Hamor et pour la venger ses frères Lévi, âgé de 18 ans, et Siméon tuent par surprise tous les hommes de la ville de Sichem, tuent Hamor et son fils Shechem et reprennent leur sœur Dinah, puis se livrent au pillage. Lévi tue Shechem puis Siméon tue Hamor. Jacob critique l'action de Lévi et de Siméon. Plus tard avant de mourir Jacob maudit la colère de Lévi et de Siméon.

### Lévi et son demi-frère Joseph
Un jour Jacob envoie son fils Joseph rejoindre ses frères qui font paître son petit bétail. Les frères de Joseph complotent pour le tuer et Siméon et Gad s'apprêtent à le tuer. Joseph se met alors derrière Zabulon et les supplie de ne pas le tuer. Ruben intervient et leur dit de ne pas le tuer mais de le jeter dans un puits, son intention étant de l'en retirer plus tard. Finalement Joseph est dévêtu de sa tunique et jeté dans un puits sans eau où il reste affamé pendant trois jours et trois nuits. Juda surveille le puits asséché pendant deux jours et deux nuits craignant que Siméon et Gad ne tuent Joseph. Zabulon est ensuite chargé de surveiller ce puits jusqu'à la vente de Joseph.
Juda propose de vendre Joseph à une caravane d'Ismaélites se rendant en Égypte. Des Madianites retirent Joseph du puits sans eau et il est vendu pour vingt pièces d'argent. Avant d'être vendu, Joseph est revêtu d'un vieux vêtement d'esclave. En réalité, Gad et Juda le vendent pour trente pièces d'or, en cachent dix et en montrent vingt à leurs frères. Siméon, Gad et six de leurs frères achètent des sandales. Ruben, parti chercher du nécessaire stocké à Dotham, n'est pas au courant de cette transaction et retourne au puits sans eau mais ne retrouve pas Joseph.
La tunique de Joseph est trempée dans le sang d'un bouc égorgé par Dan et portée à leur père Jacob par Nephtali. Jacob pense que son fils Joseph est mort dévoré par une bête sauvage et se montre inconsolable.

### Lévi en Égypte
À la suite d'une famine, les fils de Jacob, dont Lévi et sauf Benjamin, font un premier voyage pour acheter du blé en Égypte et sont mis en prison pendant trois jours. Ils sont libérés mais Joseph retient prisonnier Siméon et leur donne finalement du blé à emporter. Joseph exige qu'ils fassent venir à lui Benjamin pour libérer Siméon.
La famine continuant les fils de Jacob, dont Lévi et Benjamin le plus jeune fils, font un deuxième voyage pour acheter du blé en Égypte. Siméon est libéré puis Joseph se fait reconnaître à ses frères qui retournent en Canaan avec de nombreux présents et apprennent à Jacob que Joseph est toujours vivant.
Jacob et toute sa descendance, dont Lévi, s'installent en Égypte. Guershôn ou Guershom, Qehath et Merari sont les trois fils de Lévi qui partent avec leur père et leur grand-père Jacob pour s'installer en Égypte au pays de Goshen dans le delta du Nil.
Lévi est âgé de 118 ans lorsque Joseph meurt.

### Lévi et le sacerdoce
Lévi âgé de 19 ans devient un sacrificateur.
Lévi est le chef de la famille sacerdotale et pour ce motif, ses descendants, la tribu de Lévi, n'ont pas de territoire après l'établissement des Hébreux sur la terre d'Israël, au pays de Canaan, mais 48 villes placées sous leur autorité et exerçant un contrôle politique et économique. 
Les Lévites reçoivent la charge de prêtres et les 11 tribus leur assurent protection, en contrepartie les Lévites sont investis des plus hautes fonctions, comme l'exercice de la justice, la pratique des arts et la transmission du savoir notamment dans l'enseignement de la Torah.

Le Lévite le plus connu est Moïse ; son frère Aaron devint le premier Grand prêtre d'Israël.
Les Lévites sont pourvus et exercent des privilèges qui se perpétuent dans les rites des services et offices des synagogues modernes (un Lévite ou Lévi/Levy, est toujours appelé en priorité à la lecture de la loi "Torah" à la synagogue après le Cohen).

Armoiries des Levi/Levy

La tribu des Lévi dispose d'armoiries qui représentent un blason ou pectoral orné des douze pierres précieuses représentant les 12 tribus.